# Sluhy
Sluhy település Csehországban, a Kelet-prágai járásban. Sluhy Měšice, Brázdim, Polerady, Mratín, Veleň és Kostelec nad Labem településekkel határos. Lakosainak száma 739 fő (2024. január 1.).

## Népesség
A település lakosságának változását az alábbi diagram mutatja:
| Lakosok száma | 589  | 655  | 680  | 666  | 634  | 680  | 678  | 678  | 724  | 739  |
|               | 1869 | 1900 | 1921 | 1961 | 1980 | 2011 | 2016 | 2019 | 2021 | 2024 |